# 築城基地

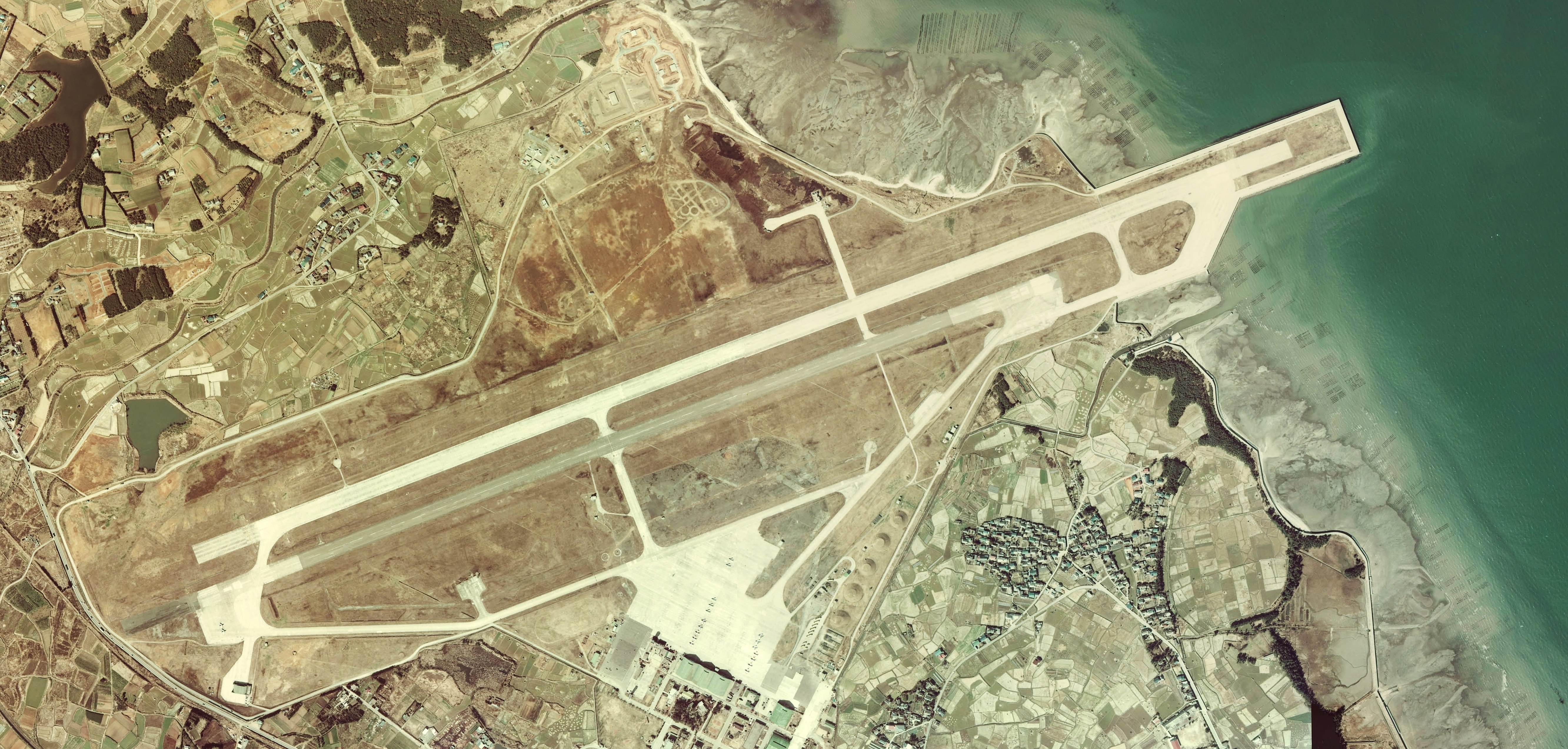
築城基地付近の空中写真。（1974年撮影の3枚を合成作成）

築城基地（ついききち、JASDF Tsuiki Airbase）は、福岡県築上郡築上町大字西八田に所在する、第8航空団等が配置されている航空自衛隊の基地である。築城飛行場とも呼ぶ。基地の敷地は行橋市大字松原、京都郡みやこ町呰見（あざみ）の1市2町にまたがっているが、正式な住所は築上町大字西八田となっている。滑走路は西南西から東北東に向かって延び、一部が瀬戸内海西端の周防灘に約300m突き出している。南端を日豊本線、北端を音無川が走る。
並行して旧滑走路が現存している。これとは別に、高射隊・施設隊が1.5km程離れた京都郡みやこ町に豊津地区を設置している。
基地司令は、第8航空団司令が兼務する。また2008年3月から、北九州空港と山口宇部空港の管制業務の大半を請け負っている。また、小月航空基地のターミナル管制業務を担当する。
在日米軍の再編に伴う、アメリカ軍普天間基地の「有事展開拠点機能」の移設先の一つであり、滑走路を普天間基地と同じ2,700mにすることが計画されている。

## 沿革
- 1942年（昭和17年）10月1日 - 大日本帝国海軍が藤田組の協力を得て建設。大日本帝国海軍航空隊築城飛行場となる。
- 1945年（昭和20年）
  - 3月18日 - 神風特別攻撃隊菊水銀河隊（高速陸上爆撃機「銀河」）出撃。
  - 8月7日 - 米軍の空襲を受ける。
  - 8月9日 -長崎へ向かう原爆搭載のB-29（ボックスカー）に対し零戦10機を緊急発進させる。
  - 9月 - 米軍が接収する。
- 1955年（昭和30年）
  - 1月20日 - 臨時築城派遣隊が編成、T-33練習機・5機で操縦訓練を開始。
  - 5月1日 - 戦後日本初のジェット機パイロットが誕生
  - 10月12日 - MSA協定により、F-86戦闘機・7機が配備。
- 1956年（昭和31年）
  - 2月 - F-86戦闘機を使用し、第1期戦闘機高等教育が開始。
  - 3月1日 - 空自パイロットによるF-86初飛行、式典が行われる。
- 1957年（昭和32年）
  - 7月1日 - 米軍から返還。
  - 10月1日 - 「航空自衛隊築城基地」設置。臨時築城派遣隊を第3操縦学校に改称[2]。
- 1959年（昭和34年）6月1日 - 第3操縦学校が第16飛行教育団に改称。
- 1964年（昭和39年）
  - 2月1日 - 第10飛行隊が新田原基地から移動。
  - 10月26日 - 第6飛行隊が新田原基地から移動。第16飛行教育団が廃止、臨時築城航空隊が編成。
  - 12月28日 - 臨時航空隊が廃止、第8航空団編成。当時は第6飛行隊・第10飛行隊（共に使用機種はF-86F）
- 1968年 - 第8航空団、航空大事故ゼロ記録開始
- 1977年（昭和52年）
  - 4月1日 - 第10飛行隊廃止。
  - 8月1日 - 第304飛行隊新編（使用機種はF-4EJ戦闘機）
- 1980年（昭和55年）3月 - 第6飛行隊にF-1支援戦闘機が配備。
- 1981年（昭和56年）
  - 2月28日 - 第6飛行隊、使用機種をF-1支援戦闘機に更新（同隊は最後のF-86飛行隊でもあった）
  - 12月17日 - 航空総隊直轄部隊の飛行教導隊（使用機種はT-2高等練習機）を編成。
- 1983年（昭和58年）3月16日 - 飛行教導隊が新田原基地へ移動
- 1988年（昭和63年） - 日米地位協定第2条第4項（b）の適用施設・区域（一時共同使用）として在日米軍に提供される（施設・区域名: 築城飛行場、Tsuiki Air Base, FAC 5121）[3]
- 1989年（平成1年）4月 - F-15J/DJ戦闘機の配備開始。
- 1990年（平成2年）1月 - 第304飛行隊、使用機種をF-15J/DJ戦闘機に更新完了。
- 2001年（平成13年）3月 - 第8基地防空隊を新編。
- 2002年（平成14年）6月 - 第8航空団、航空大事故ゼロ30万時間（＝34年間）を達成。
- 2004年（平成16年）8月 - 第6飛行隊にF-2戦闘機が配備開始。
- 2006年（平成18年）
  - 3月2日 - 第6飛行隊、T-2高等練習機の運用終了。
  - 3月9日 - 第6飛行隊、F-1支援戦闘機の運用終了。
  - 3月18日 - 第6飛行隊、使用機種をF-2A/B戦闘機に更新。
- 2008年（平成20年）3月13日 - 広域ターミナル・レーダー管制業務とTCAアドバイザリー業務を開始、周防灘周辺空域におけるターミナル・レーダー管制業務と進入管制業務を国土交通大臣から委任を受け、それまで福岡航空交通管制部が実施していた北九州空港と山口宇部空港、小月飛行場（周防エリア）の進入管制業務を移管。[4]
  - 9月11日 - 第304飛行隊所属のF-15J（72-8883号機）が訓練中に電源系統の不具合により日本海へ墜落し、喪失（パイロットは脱出）。世界的に希な第8航空団の航空大事故ゼロ記録が38年間で途絶える。
- 2016年（平成28年）
  - 1月31日 - 第304飛行隊が那覇基地に移動
  - 7月29日 - 第8飛行隊が三沢基地から移動開始。
- 2021年（令和3年） - 航空支援隊が三沢基地から移動。
- 2023年（令和5年）
  - 3月16日 - 第7高射隊が西部高射群隷下となる。
  - 4月20日 - 新庁舎の落成式を挙行[5]

## 配置部隊

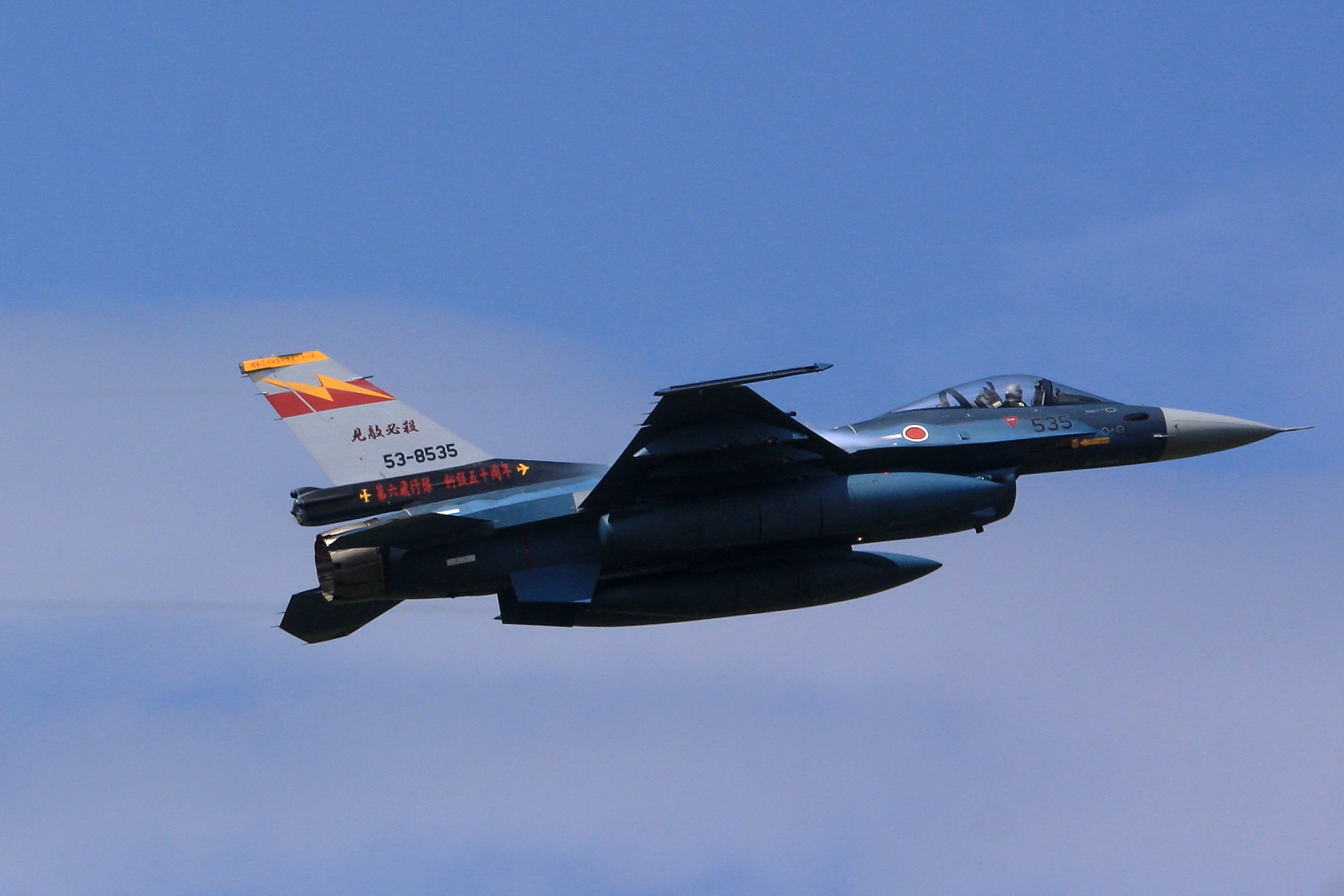
第6飛行隊のF-2戦闘機 第6飛行隊創設50周年記念塗装機

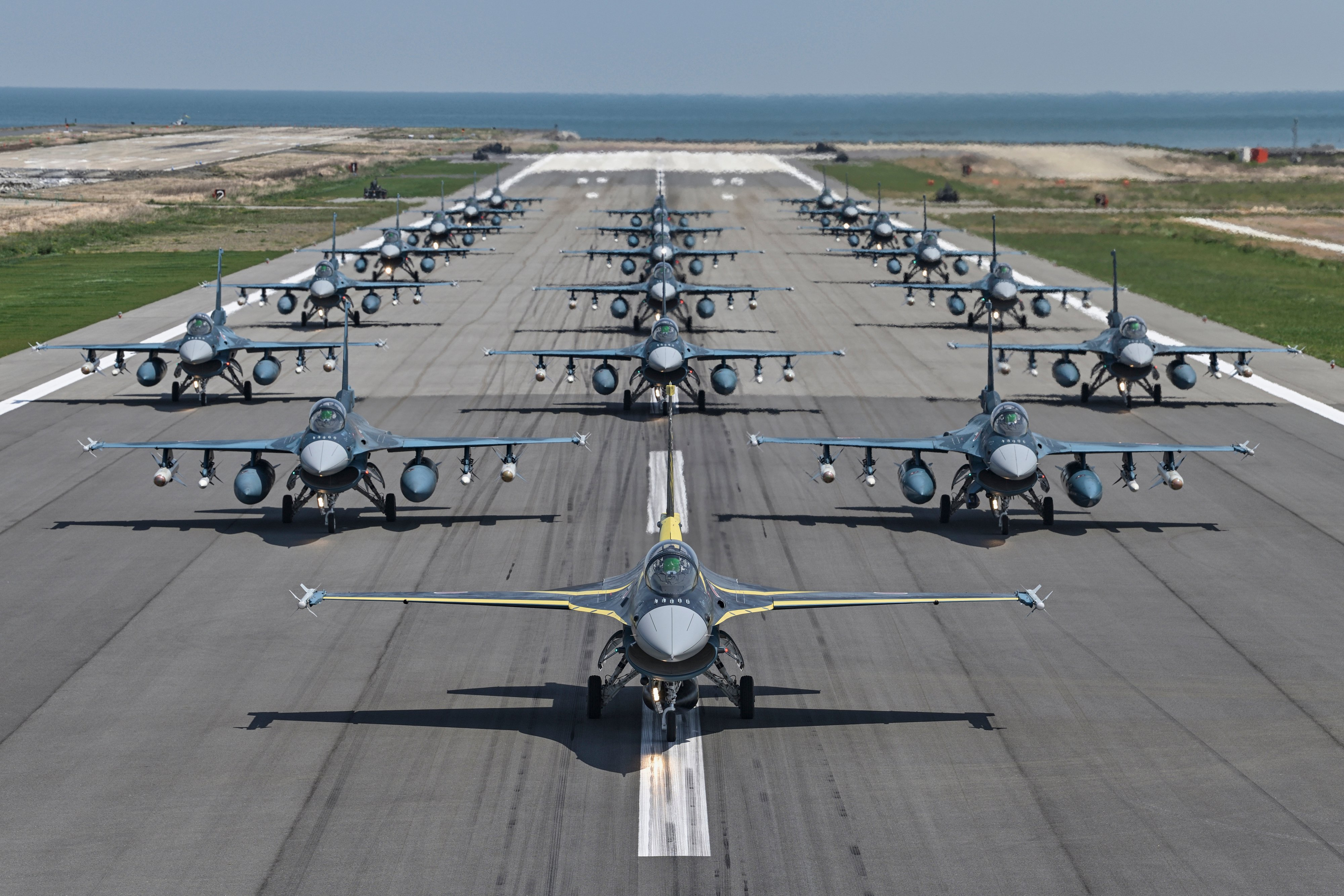
第8飛行隊創隊60周年にあわせて実施された多数機発進準備訓練（2021.4.19）

F-2A/Bを運用する第8航空団が主力となっている（F-15J/DJを装備する第304飛行隊も所属していたが、2016年（平成28年）1月に那覇基地へ移駐）。
高射部隊・施設隊は、みやこ町（旧・豊津町）にある豊津地区に駐留。
西部航空方面隊隷下
- 第8航空団
  - 第8航空団司令部
  - 飛行群
    - 第6飛行隊（F-2A/B・T-4）
    - 第8飛行隊（F-2A/B・T-4）

  - 整備補給群
  - 基地業務群
- 西部高射群
  - 第7高射隊（パトリオットミサイル PAC-2/3）
- 西部航空施設隊
  - 第3作業隊

航空支援集団隷下
- 航空保安管制群
  - 築城管制隊
- 航空気象群
  - 築城気象隊

航空戦術教導団隷下
- 航空支援隊

防衛大臣直轄
- 航空警務隊
  - 築城地方警務隊

## その他
- 例年11月中旬 - 12月初旬の日曜日には「航空祭」が開催され、ブルーインパルスの展示飛行が目玉となっている。最寄り駅の築城駅には普通列車が増発され、特急列車も臨時停車する。
- 行橋市大字松原の国道10号音無橋交差点から福岡県道25号門司行橋線に入ってすぐの所にある公園は基地内を見渡せるように整備されており、撮影に訪れる航空機ファンが多い。また、築上町大字西八田の西八田漁港からは基地の滑走路が見渡せるため航空祭の前後になると、近県から多くの航空機ファンが撮影に訪れる。ただし、周辺には民家もあるため近隣住民とのトラブルに注意する必要がある。
- 07番滑走路側は民家が多く、たびたび騒音で問題となる。
- 2008年（平成20年）9月11日、第304飛行隊所属のF-15Jが訓練中に墜落、世界的に希な第八航空団の無事故の記録が途絶えたが、同機の残骸は後日回収され、そのうち尾翼一枚が機体への感謝及び追悼の意を込めモニュメントとして司令部前庭の一角に保存されている。
- 情報公開や近隣住民との交流の一環として、築上町内を放送エリアとするコミュニティ放送局「東九州コミュニティー放送（スターコーンFM）」では、2010年から隊員が制作するラジオ番組『ホットスクランブル』が放送されている。スタート当初は隔週・30分放送であったが、2011年からは毎週放送となり、2012年からは1時間に拡大した上で、局も利用する衛星放送「ミュージックバード」のコミュニティチャンネルを利用して全国63局に向けて放送を行っている[6]。
- 豊津地区は、東九州道・みやこ豊津インターのランプ付近にあるが、出入口（徳永交差点）からは離れている。また、一部を除いて防音板により高速道路からは視認できない。
- 普天間基地の移設に伴う関連施設整備の一環として、滑走路長は、海側に300m延長され、2,700mとなる見込みである[7]。